# Thomas Troch
Thomas Troch (24 augustus 1982) is een Belgische voetballer en staat bekend als goed scorende middenvelder. Voor hij naar SW Harelbeke trok voetbalde hij voor KMSK Deinze, SV Roeselare en Club Brugge. 
In mei 2008 trok eersteklasser KSV Roeselare drie nieuwe spelers aan, onder wie Thomas Troch. Hij kreeg een tweejaarscontract maar vertrok uiteindelijk al na een halfjaar op huurbasis naar derdeklasser FCN Sint-Niklaas. In de zomer van 2009 vertrok hij terug naar Eendracht Aalst.
In oktober 2018 werd bekend dat de inmiddels voetbalmakelaar Troch in verdenking is gesteld in Operatie Propere Handen.

## Spelerstatistieken
| seizoen | club             | land   | competitie                    | wed. | goals | geel | rood |
| ------- | ---------------- | ------ | ----------------------------- | ---- | ----- | ---- | ---- |
| 2004/06 | SW Harelbeke     | België | Derde klasse                  | -    | 24    | -    | -    |
| 2006/08 | Eendracht Aalst  | België | Vierde klasse B, Derde klasse | 78   | 49    | 9    | 0    |
| 2008/09 | KSV Roeselare    | België | Jupiler League                | 2    | 0     | 0    | 0    |
| 2008/09 | FCN Sint-Niklaas | België | Derde klasse                  | ?    | ?     | ?    | ?    |
| 2009/10 | Eendracht Aalst  | België | Derde klasse                  | 0    | 0     | 0    | 0    |
| 2011    | Racing Mechelen  | België | Vierde klasse B               | 12   | 2     | 0    | 0    |

## Palmares bij Eendracht Aalst
- Kampioen vierde klasse B 2006-2007
- Man van het seizoen 2006-2007
- Topschutter vierde klasse B 2006-2007
- Topschutter Eendracht Aalst 2006-2007
- Topschutter Eendracht Aalst 2007-2008